# Phaeographis
Phaeographis Müll. Arg. (liternica) – rodzaj grzybów z rodziny literakowatych (Graphidaceae). Ze względu na współżycie z glonami zaliczany jest do grupy porostów.

## Systematyka i nazewnictwo
Pozycja w klasyfikacji według Index Fungorum: Graphidaceae, Ostropales, Ostropomycetidae, Lecanoromycetes, Pezizomycotina, Ascomycota, Fungi.
Synonimy nazwy naukowej: Chiographa Leight., 
Creographa A. Massal., 
Ectographis Trevis., 
Flegographa A. Massal., 
Gymnographa Müll. Arg., 
Gymnographomyces Cif. & Tomas., 
Hymenodecton Leight., 
Lecanactis Eschw., 
Leiogramma Eschw., 
Phaeographidomyces Cif. & Tomas., 
Platygramma G. Mey., 
Pyrochroa Eschw., 
Pyrographa Fée ex A. Massal., 
Theloschisma Trevis., 
Ustalia Fr..
Nazwa polska według W. Fałtynowicza.

## Niektóre gatunki
- Phaeographis atromaculata (A.W. Archer) A.W. Archer 2005
- Phaeographis australiensis Müll. Arg. 1882
- Phaeographis brasiliensis (A. Massal.) Kalb & Matthes-Leicht 2001
- Phaeographis caesioradians (Leight.) A.W. Archer 2005
- Phaeographis ceratoides (Vain.) Zahlbr. 1923
- Phaeographis colligata (Stirt.) Zahlbr. 1923
- Phaeographis dendritica (Ach.) Müll. Arg. 1882 – liternica nadrzewna
- Phaeographis dividens (Nyl.) Kr.P. Singh & Swarnalatha 2008
- Phaeographis elaeina (C. Knight) Müll. Arg. 1895
- Phaeographis exilior (Vain.) A.W. Archer 2005

Nazwy naukowe na podstawie Index Fungorum.  Nazwy polskie według W. Fałtynowicza.